# Auriol Lee
Auriol Lee (13 de septiembre de 1880 - 2 de julio de 1941) fue una popular actriz de teatro británica que se convirtió en una exitosa productora y directora teatral del West End londinense y el Broadway neoyorquino.

## Biografía
Nació en Maddox Street en el distrito londinense de St George's Hanover Square, hija de Katie y Robert James Lee. El padre de Auriol era un médico que, según su obituario en el The New York Times, era pariente lejano de Robert E. Lee. Auriol se formó tanto en Inglaterra como en escuelas de Europa, donde también recibió su formación para el escenario en el Teatro Real de la Moneda de Bruselas antes de hacer su debut en Londres alrededor de los veinte años.
Hizo su debut en Broadway en noviembre de 1903 con la Compañía Forbes-Robertson en La luz que falló de Rudyard Kipling. El mes anterior, mientras su compañía estaba en Boston, jugó una partida de golf con Alec Campbell, el golfista profesional de un prestigioso country club en Brookline. Campbell declaró después a la prensa que se vio obligado a jugar lo mejor posible para compensar la desventaja que le había permitido. 

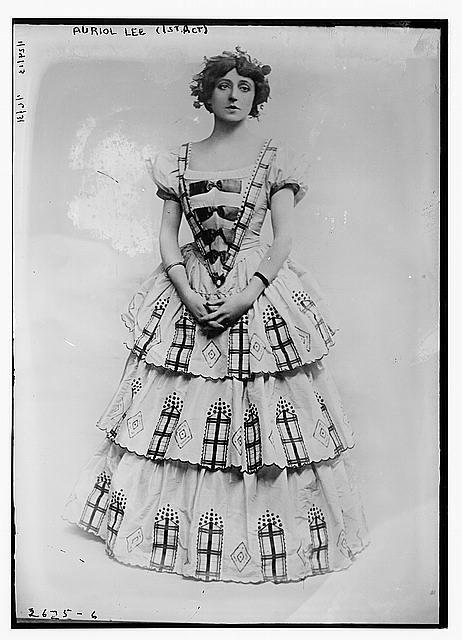
Como Gertrude Rhead en Milestones de Edward Knoblock, alrededor de 1913, Biblioteca del Congreso.

Permaneció activa en Broadway como actriz hasta 1930, mientras dividía su tiempo entre Estados Unidos y Europa, apareciendo tanto en obras clásicas como modernas. Hacia finales de la década de 1920, Auriol comenzó a dejar de actuar para dedicarse a producir y dirigir obras de teatro. 
Durante el resto de su carrera, mantuvo una estrecha relación de trabajo con el dramaturgo británico John Van Druten, dirigiendo todas sus producciones de Broadway que tuvieron lugar entre 1931 y su muerte diez años después. Entre ellas se encontraba Sea Fever en el New Theatre en 1931. Sus colaboraciones más exitosas durante este período fueron There's Always Juliet (1932), The Distaff Side (1935) y Old Acquaintance (1940/41). El momento culminante de su carrera llegó con la puesta en escena de la producción londinense de El viento y la lluvia de Merton Hodge, que cerró en 1935 después de permanecer casi tres años en cartel.
Auriol estuvo casada con el actor de cine británico Frederick Lloyd durante diez años antes de divorciarse en 1922. Fue en esa época cuando se interesó por la aviación y se convirtió en la primera mujer piloto en cruzar el ecuador mientras volaba sobre África. También recibió una vez un premio por volar 1.000 millas a través del mar Mediterráneo.

## Muerte
Auriol Lee murió en un accidente automovilístico cuando el coche que conducía se salió de la carretera en o cerca de Hutchinson, Kansas, el 2 de julio de 1941.  Estaba regresando a Nueva York desde Hollywood, a donde había ido para interpretar a la escritora Isobel Sedbusk en la película Sospecha de Alfred Hitchcock y visitar a Van Druten en su rancho del sur de California. 
Una vez, según se dice, le dijo a Van Druten que quería ser enterrada donde muriera y, como deseaba, fue enterrada en el Fairlawn Burial Park en Hutchinson.
En el momento de la muerte de Auriol, sus únicos parientes cercanos eran su hermana y su sobrina, la actriz Virginia Field.

## Filmografía
| Año  | Título           | Papel                | Notas                                    |
| ---- | ---------------- | -------------------- | ---------------------------------------- |
| 1938 | Un divorcio real | La madre de Napoleón |                                          |
| 1941 | Sospecha         | Isobel Sedbusk       | (segundo y último papel cinematográfico) |